# Lauralei Combs
Lauralei Combs est une actrice américaine.

## Biographie
Lauralei Hattie Combs (née Berckhem) est née le 5 janvier 1958 à San Diego, Californie (États-Unis). Elle est la mère de l'actrice américaine Holly Marie Combs, qui est surtout connue pour son rôle de Piper Halliwell dans la série Charmed, où elle est apparue le temps d'un épisode.

## Vie privée
En 1973, elle épouse David Combs, à l'âge de 15 ans. Le 3 décembre 1973, à San Diego en Californie, elle donne naissance à Holly Marie Combs. En 1975, elle divorce de son mari de l'époque, David Combs. Elle a, ensuite, élevée sa fille seule, tout en déménageant fréquemment. 
Elle est la grand-mère des trois garçons de sa fille, Holly, Finley Arthur Donoho (né le 26 avril 2004), Riley Edward Donoho (né le 26 octobre 2006) et Kelley James Donoho (né le 26 mai 2009).

## Filmographie
- 1985 : Les murs de verre (Walls of Glass)
- 1999 : Un vent de folie
- 2001 : Charmed : 1 épisode (saison 3 épisode 15)